# Professor Vilhelm Thomsen i Videnskabernes Selskabs Bygning
Professor Vilhelm Thomsen i Videnskabernes Selskabs Bygning er en dansk dokumentarisk optagelse fra 1912 produceret af Politiken-Fonden.

## Handling
Professor i sammenlignende sprogvidenskab, Vilhelm Thomsen, kommer ud af bygning og går hen ad vej. En dame, formodentlig hans hustru, følger efter. V.T. ved skrivebord, rejser sig og henter en bog. Skriver notater og får besøg af hustruen. Eksteriør af Videnskabernes Selskabs bygning.